# Apanteles bredoi
Apanteles bredoi är en stekelart som beskrevs av De Saeger 1941. Apanteles bredoi ingår i släktet Apanteles och familjen bracksteklar. Inga underarter finns listade i Catalogue of Life.